# Ischnafiorinia bambusicola
Ischnafiorinia bambusicola är en insektsart som beskrevs av Hu 1987. Ischnafiorinia bambusicola ingår i släktet Ischnafiorinia och familjen pansarsköldlöss. Inga underarter finns listade i Catalogue of Life.